# Паца
Паца (груз. ფაწა, осет. Пацъа) — река в Закавказье, правый приток Большой Лиахви. Длина — 17 км. Площадь водосборного бассейна — 220 км².
Берёт начало на Эрцовском перевале. Притоки — Кешельта (левый), Саритат (правый), Карганаг (правый), Касагджин (правый).
На Паце расположены населённые пункты: Эрцо, Диргин-Кардоджин, Кемульта, Сохта, Бахута, Гуфта.
Согласно административно-территориальному делению частично признанной Республики  Южная Осетия, расположена в Дзауском районе, согласно административно-территориальному делению Грузии — в Джавском муниципалитете.